# Les Quatre Filles du docteur March

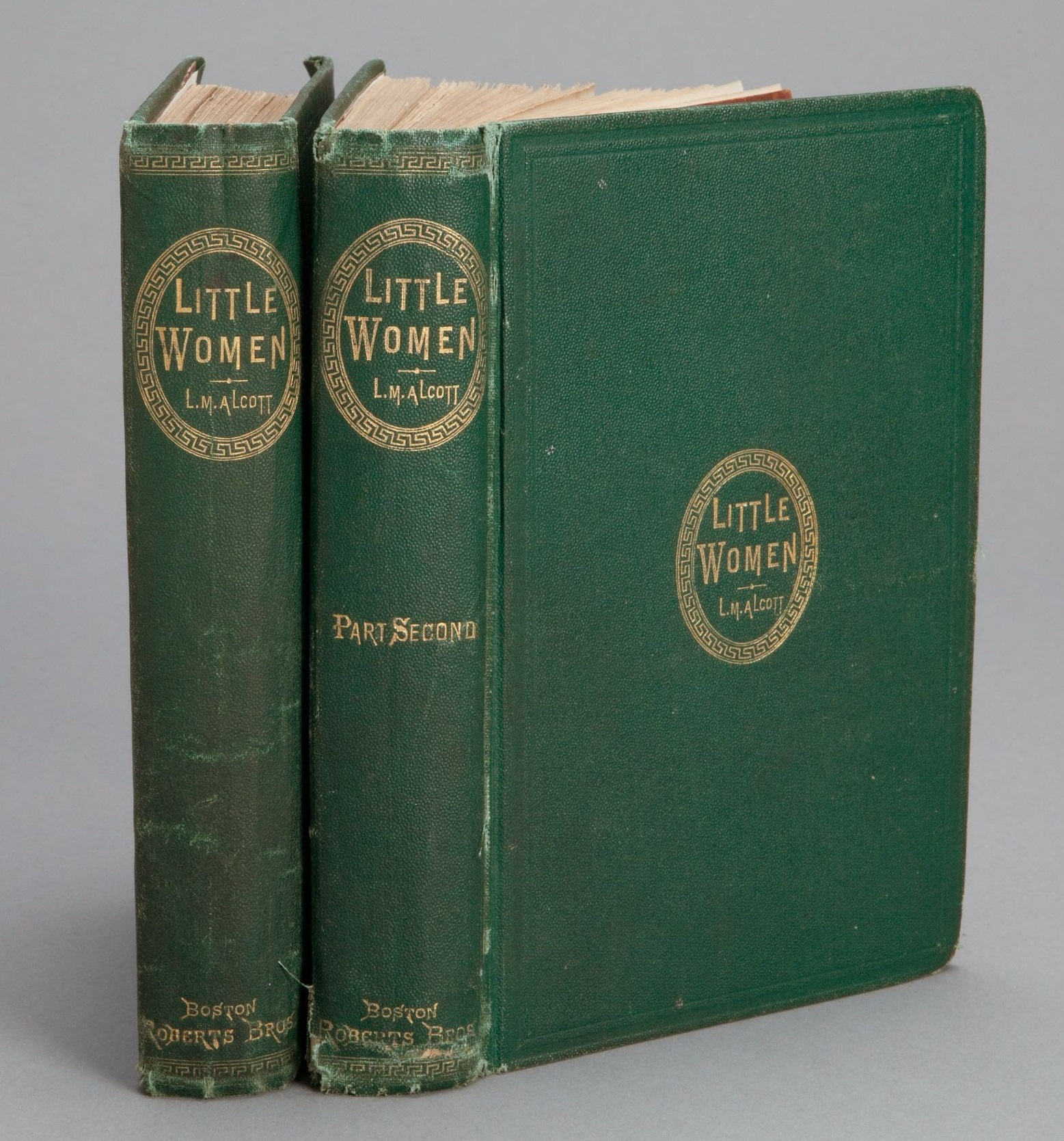
Little Women, 1868–1869.

Pour les articles homonymes, voir Les Quatre Filles du docteur March (homonymie).
 (janvier 2020).
Si vous disposez d'ouvrages ou d'articles de référence ou si vous connaissez des sites web de qualité traitant du thème abordé ici, merci de compléter l'article en donnant les références utiles à sa vérifiabilité et en les liant à la section « Notes et références ».
Les Quatre Filles du docteur March (titre original : Little Women)  est un roman de l’autrice américaine Louisa May Alcott, publié dans un premier temps en deux volumes. Le premier parut en 1868 et le second en 1869. À sa sortie, le premier volume connut un franc succès, autant dans la presse qu'auprès du public, tant et si bien que l'auteure compléta son œuvre par un second volume, sorti en 1869. L'histoire de ces quatre sœurs a connu d'autant plus de succès qu'elle a fait écho au quotidien de nombreuses familles américaines ayant vécu la guerre de Sécession.
Ce roman est tiré de l'expérience personnelle de Louisa May Alcott qui avait trois sœurs. Par ailleurs, le personnage de Jo semble inspiré de l'auteure elle-même. On peut ainsi considérer qu'il s'agit d'une autobiographie romancée.
En France, le roman a paru pour la première fois en 1880 aux éditions J. Hetzel sous le titre Les Quatre filles du docteur Marsch, traduit et adapté au goût de l'époque par Pierre-Jules Hetzel sous son nom de plume de P.-J. Stahl, dans la collection « Bibliothèque d'éducation et de récréation ».
Simone de Beauvoir écrit à son sujet, dans Mémoires d'une jeune fille rangée (1958) : « Il y eut un livre où je crus reconnaître mon visage et mon destin : Les Quatre filles du Docteur March, de Louisa May Alcott. »

## Résumé
L’action se déroule aux États-Unis, pendant la guerre de Sécession. En l’absence de leur père Robert, pasteur nordiste engagé comme aumônier dans le conflit, quatre jeunes sœurs issues de la classe moyenne de la société font face aux difficultés de la vie quotidienne en ce temps de guerre : la raisonnable Margaret (surnommée Meg), l'intrépide Josephine (surnommée Jo), la charitable Elisabeth (surnommée Beth) et l'orgueilleuse Amy. Elles vivent à Concord dans l'État du Massachusetts avec leur mère et leur fidèle domestique, Hannah. Autrefois riche, la famille March a été ruinée lorsque Robert March a fait faillite en aidant un ami dans ses affaires. Malgré cela, elle est heureuse, fait toujours preuve de bon sens, de générosité et de bienveillance et n'oublie pas d'aider plus pauvre qu'elle.

## Personnages
- Margaret « Meg » March est l'aînée des quatre filles du pasteur March. Âgée de seize ans au début de l’histoire, elle est très jolie, intelligente, discrète avec des cheveux châtain foncé ou bruns. Si elle est aimable, douce et mesurée, elle se montre également envieuse envers les plus fortunés et fait preuve d’un peu trop de coquetterie. Elle s’entend bien avec ses sœurs. Plus proche de Jo par l’âge, elle prend cependant la plus petite, Amy, sous son aile.
- Josephine « Jo » March est la deuxième des quatre filles March. Au début de l’histoire, elle est âgée de quinze ans. Audacieuse, impulsive, généreuse et très courageuse, avec des manières brusques, elle a pour principal défaut d’être colérique. Elle demande à sa mère, dont elle a hérité ce défaut, de l'aider à le maîtriser. Ses longs cheveux noirs sont « sa seule beauté », mais elle les vend pour aider sa famille. Elle s'entend bien avec Meg, se dispute souvent avec Amy, protège la timide Beth. Passionnée de littérature, Jo aime plus que tout lire et écrire et veut devenir écrivain. Elle compose des pièces de théâtre dans lesquelles ses sœurs jouent. Garçon manqué et frondeuse, Jo est un personnage féministe avant l'heure ; son caractère rappelle beaucoup celui de Louisa May Alcott[3]. Jo n'admet pas de ne pas pouvoir participer à la guerre parce qu'elle est une fille. Elle est très attachée à Meg et a beaucoup de mal à accepter son mariage.
- Elisabeth « Beth »  March est une jeune fille douce, évitant les conflits. Âgée de treize ans au début du récit, elle est extrêmement timide et renfermée. C’est pour cette raison qu’elle n'est pas scolarisée. Son père lui donnait des leçons, mais depuis qu’il est parti sur le front, elle travaille seule. La musique et les chansons la passionnent, mais elle ne dispose que d'un vieux piano désaccordé chez elle. La musique la rapproche de son voisin, James Laurence. Elle aime beaucoup s’occuper des autres, notamment de ses nombreuses poupées et de ses chatons. Elle tombe gravement malade en aidant une famille très pauvre dont les enfants avaient contracté la scarlatine, et en reste très affaiblie (le bébé de cette famille est notamment mort de la scarlatine sur ses genoux ce qui fait qu'elle l'a contractée).
- Amy March est la plus jeune des sœurs March. À onze ans au début de l’histoire, elle fait preuve d'un fort caractère en voulant à tout prix surpasser ses sœurs. Capricieuse, orgueilleuse, coquette, elle accepte difficilement que ses sœurs ne se plient pas à sa volonté. Elle brûle ainsi un manuscrit de Jo pour se venger de ne pas l'avoir emmenée voir une pièce de théâtre. Passionnée par l’art, elle aimerait devenir une artiste célèbre. Elle trouve dans la prière les forces qui lui permettent de s’améliorer. Elle décide aussi plus tard de ne plus être vaniteuse.
- Mary « Marmee »  March, la mère, est le cœur et l’âme de la maison. Elle s’occupe seule de ses filles, aidée par leur domestique Hannah, pendant l’absence du père. Elle est très engagée dans des actions caritatives visant à soutenir les troupes nordistes. Elle est également très proche de ses filles à qui elle transmet de bonnes valeurs[réf. nécessaire].
- Robert March, le père, est pasteur. Issu d’une riche famille WASP (White Anglo-Saxon Protestant, protestant anglo-saxon blanc), il a perdu sa fortune en voulant aider un ami. Il s'est engagé aux côtés des Nordistes en tant qu'aumônier pendant la guerre de sécession, alors que son âge l’en exemptait. Il tombe malade au front, ce qui conduit son épouse à venir le rejoindre à Washington afin de le soigner. Le titre de « docteur » dans la traduction française provient de l'éditeur, P.-J. Stahl, qui aurait probablement cherché à effacer ainsi le caractère chrétien du personnage[4],[5].

- Tante March est la sœur de Robert March. Sans enfant, après que son frère a perdu sa fortune, elle lui propose d’adopter une de ses filles en échange d’une rente. Robert et Mary March ont décliné l’offre, préférant vivre modestement avec leurs quatre filles. Tante March en reste profondément meurtrie : elle rompt ses relations avec la famille de son frère, et la déshérite. Toutefois, elle embauchera Jo comme lectrice et, lorsque Beth contractera la scarlatine, accueillera Amy chez elle malgré le risque d'infection. Tante March dispose de deux maisons, une en ville et une à la campagne : Plumfield. Elle vit avec son caniche, son perroquet et ses domestiques, notamment Esther, une servante française qui s'appelait Estelle mais que Tante March a accepté d'embaucher à la condition qu'elle change de nom. Malgré son aspect froid, elle est d'une nature très bienveillante.

- Théodore « Laurie » Laurence est un jeune homme, proche ami de la famille March, et plus particulièrement de Jo. Sa mère était une musicienne italienne. Orphelin, il a été élevé par son grand-père, James Laurence qui est le voisin de la famille March. Après avoir fait ses études dans un collège à Vevey, en Suisse, où il n'avait pas le droit de parler une autre langue que le français, Laurie est revenu vivre chez son grand-père. Son précepteur, John Brooke, lui donnait quotidiennement des cours afin que Laurie réussisse le concours d'entrée à l'université. Le jeune homme voudrait parcourir le monde, mais son grand-père tient à ce qu'il fasse des études afin de pouvoir lui succéder dans ses affaires. Il a une santé fragile. Très proche de Jo, elle refusera de l'épouser. Il rencontre Jo lors d'une soirée organisée par Mme Gardiner et se liera d'amitié avec les filles rapidement. Lors d'un voyage en Europe, il retrouve Amy qui étudie le dessin, et finira par l'épouser.
- James Laurence est le grand-père de Laurie. L'éducation rude qu'il prodigua à son petit-fils conduisit celui-ci à s’enfuir en Europe. M. Laurence n'accepta pas le mariage de son fils avec une musicienne, ce qui éloigna encore plus le père du fils. Il recueillit son petit-fils Laurie après la mort accidentelle des parents de l’enfant. Il avait aussi une fille, morte très jeune, qui jouait du piano. Beth et sa passion pour la musique lui rappellent beaucoup sa fille. Homme d'affaires accompli, il souhaite que Laurie aille à l'université afin de pouvoir lui succéder après sa mort. S'il a tiré les leçons de sa rupture avec son fils, il a tendance à trop vouloir imposer à Laurie ses décisions. Il offre un piano à Beth.
- John Brooke est le précepteur de Laurie. Il doit lui permettre d'aller à l’université, mais Laurie a tendance à maltraiter son professeur. John Brooke n’est pas issu d’une famille riche et il semble qu'il n’ait plus de famille, ce qui le détermine à rejoindre l'armée des Nordistes une fois que Laurie sera à l'université. Il accompagne Mrs. March lorsqu'elle se rend à Washington, pendant plusieurs semaines, pour rendre visite à son mari tombé gravement malade. À leur retour, il épouse Meg.

## Éditions françaises
- 1880 : Les Quatre Filles du docteur Marsch, Éditions J. Hetzel, coll. « Bibliothèque d'éducation et de récréation » ; dessins d'Adrien Marie ; adapté par P.-J. Stahl ; In-8 ; 266 p.
- 2020 : Les Quatre Filles du docteur March, Éditions Gallmeister, 640 p., traduction de Janique Jouin de Laurens ;  (ISBN 978-2-35178-744-1)
- 2022 : Les Quatre Filles du docteur March, Éditions Tibert, 692 p., illustré par Nathalie Novi ; traduction de Janique Jouin de Laurens ;  (ISBN 979-1-09673-912-7)

## Adaptations

### Cinéma
- 1918 : Les Quatre Filles du docteur March, de Harley Knoles (version avec Dorothy Bernard, Conrad Nagel et Kate Lester)
- 1933 : Les Quatre Filles du docteur March, de George Cukor (version avec Katharine Hepburn, Jean Parker, Spring Byington et Edna May Oliver)
- 1949 : Les Quatre Filles du docteur March, de Mervyn LeRoy (version avec June Allyson, Elizabeth Taylor, Janet Leigh et Mary Astor)
- 1994 : Les Quatre Filles du docteur March, de Gillian Armstrong (version avec Winona Ryder, Kirsten Dunst, Susan Sarandon et Claire Danes)
- 2018 : Les Quatre Filles du docteur March, de Clare Niederpruem (version avec Sarah Davenport, Lucas Grabeel et Lea Thompson)
- 2019 : Les Filles du docteur March, de Greta Gerwig (version avec Saoirse Ronan, Florence Pugh, Emma Watson, Eliza Scanlen, Laura Dern et Meryl Streep)

### Télévision
- 1958 : Les Quatre Filles du docteur March (en), série télévisée réalisée par Alan Bromly.
- 1970 : Les Quatre Filles du docteur March (en), téléfilm en plusieurs parties produites par John McRae.
- 1978 : Les Quatre Filles du docteur March, téléfilm de David Lowell Rich.
- 2012 : Le Noël des sœurs March (The March Sisters at Christmas), téléfilm américain, adaptation moderne du roman.
- 2017 : Les Quatre Filles du docteur March (en), série télévisée réalisée par Heidi Thomas.
- 2022 : Little Women, série télévisée sud-coréenne diffusée sur Netflix, de Kim Hee-Won. Inspirée du roman, l'histoire en est complètement différente.

### Théâtre
- 2023-2024 : Les Quatre sœurs March par la compagnie Le Hasard du Paon, mise en scène, adaptation et traduction par Armance Galpin et Aurélien Houver (avec Armance Galpin, Clémentine Lebocey, Charlotte Lequesne, Juliette Malfray, Alexandre Schreiber et Guillaume Tagnati). Il s'agit de la première adaptation sur scène en France de l'œuvre originale de Louisa May Alcott. Représentations au Théâtre Le Ranelagh du 19 janvier au 31 mars 2024.

### Séries télévisées d'animation
- 1981 : Les Quatre Filles du docteur March, série japonaise
- 1987 : Les Quatre Filles du docteur March, série japonaise
- 1993 : Petite Bonne Femme, suite de la série japonaise de 1987

### Bande-dessinées, mangas et manhwas
- 2007 : Mes chères filles, manhwa mettant en scène les personnages du roman mais dans une histoire complètement différente, écrit par Kim Hee-Eun
- 2015 : Les Quatre Filles du docteur March, une adaptation en manga de l’œuvre éponyme, éditée par Nobi-Nobi dans leur collection Les classiques en manga[6]
- 2019 : Les Quatre Sœurs March, une bande dessinée adaptant l'histoire à l'époque contemporaine écrite par Rey Terciero et illustrée par Bre Indigo, parue aux éditions Jungle[7]

### Web-séries
- 2014 : The March Family Letters, une web-série mettant en scène le roman au XXIe siècle sous la forme d'un blog-vidéo.
- 2016 : The Attic, une web-série mettant en scène le roman au XXIe siècle sous la forme d'un blog-vidéo.

### Musique
- Little Women : comédie musicale produite par Allan Knee, Mindi Dickstein et Jason Howland.

## Pièces de théâtre audio
- 1950 : une pièce de théâtre audio par Lux Radio Theater, adapté du film de 1949, avec Janet Leigh, June Allyson, Margaret O'Brien et Peter Lawford.
- 2003 : une version dramatisée audio Little Women par Focus on the Family Radio Theater.

## Livres audio en français
- Louisa May Alcott, Les Quatre Filles du docteur March [« Little Women »], Grenoble, La Voix de son livre, 1986 (ISBN 2-86986-022-6 et 978-2-86986-022-3, BNF 38127898)Narratrice : Chantal Romet ; support : 3 cassettes audio ; durée : non connue. L'identité du ou des traducteurs n'est pas connue.
- Louisa May Alcott, Les Quatre Filles du Dr March [« Little Women »], Paris, Éditions Thélème, 10 octobre 2008 (ISBN 978-2-87862-581-3, BNF 41476728, présentation en ligne)Narratrice : Françoise Gillard ; support : 3 disques compacts audio ; durée : 4 h 13 min environ ; référence éditeur : Éditions Thélème 884. L'identité du ou des traducteurs n'est pas connue. Louisa May Alcott, Les Quatre Filles du Dr March, éditions Rouge et Or

## Contexte
En 1868, l'éditeur de Louisa May Alcott, Thomas Niles, lui recommanda d'écrire un roman sur les filles qui pourrait plaire à un large public:2. L'autrice a résisté, préférant publier un recueil de nouvelles. Thomas Niles l'a cependant pressée d'écrire d'abord le livre sur les filles, et il a été soutenu par le père de l'autrice, Amos Bronson Alcott, qui l'a également encouragée dans cette voie :207. Louisa confiait à une amie :  «I could not write a girls' story knowing little about any but my sisters and always preferring boys» soit « Je ne pourrais pas écrire une histoire de filles, sachant peu de choses sur aucune, sauf sur mes sœurs, et ayant toujours préféré les garçons ».
En mai 1868, Louisa May Alcott a écrit dans son journal : « Niles, un associé de Roberts, m'a demandé d'écrire un livre pour filles. J'ai dit que j'essaierais. »:36 L'autrice a placé l'intrigue de son roman dans une résidence imaginaire, du nom de Orchard House, inspirée de la résidence du éponyme où elle a écrit le roman:xiii. Plus tard, elle a rappelé qu'elle ne pensait pas pouvoir écrire un livre à succès pour les filles et qu'elle n'avait pas aimé l'écrire :335- « Je continue, », écrit-elle dans son journal, « même si je n'aime pas ce genre de choses. »  :37.
En juin, Louisa May Alcott a envoyé les douze premiers chapitres à Niles, et tous deux s'accordèrent à dire qu'ils étaient ennuyeux. Mais la nièce de Niles, Lillie Almy, les lut et déclara les avoir appréciés :335–336. Une fois terminé, le manuscrit fut présenté à plusieurs jeunes filles qui le trouvèrent « splendide ». L'autrice écrivit : « Ce sont les meilleurs critiques, je devrais donc être complètement satisfaite. » :37 Elle a écrit Les Quatre Filles du Docteur March « en un temps record pour de l'argent »:196x2, mais le succès immédiat du livre les surprit, elle et son éditeur.
Les Quatre Filles du Docteur March est un roman qui s'inscrivait dans le mouvement littéraire réaliste du milieu à la fin du XIXe siècle. Ce mouvement s'attachait à dépeindre la vie quotidienne de manière naturelle. On retrouve ses caractéristiques chez Louisa May Alcott dans la représentation des aspects réels de la vie des femmes à travers la manière dont les personnages interagissent, travaillent et jouent. Gregory Eiselein et Anne Phillips ont écrit : « Fresh, lively, and distinctly American, the novel offered singular depictions of young women and men playing, talking, squabbling, dreaming, creating, learning, and coming of age in ways that embodied and resisted its era and region and immediately generated passionate responses. », soit : « Frais, vivant et typiquement américain, le roman offre des descriptions singulières de jeunes femmes et de jeunes hommes jouant, parlant, se disputant, rêvant, créant, apprenant et devenant adultes d'une manière qui incarne et s'oppose à son époque et à sa région, et génère immédiatement des réactions passionnées. » Les lecteurs peuvent voir et vivre les joies et les peines de la famille March et comprendre ce que signifiait être une femme au XIXe siècle.
→ Un des aspects réels sur lequel Louisa May Alcott s’est concentré est le mariage. Le mariage était extrêmement fréquent dans la vie des femmes au XIXe siècle : 93 % des femmes américaines se mariaient à cette époque. Cependant, ce qui est particulier dans les mariages des femmes de la famille March, c'est leur relation égalitaire au sein de leurs couples. Daniel Shealy écrit : « Alcott a sérieusement réfléchi aux mariages dans la deuxième partie et a entrepris d'instruire ses lecteurs, en particulier les jeunes femmes, sur l'importance des relations égalitaires entre maris et femmes. » Les unions égalitaires entre homme et femme peuvent être retrouvées à travers chaque relation que les femmes March ont, en particulier entre M. et Mme March et Meg et John Brooke, car les deux membres du couple partent d'un pied d'égalité dans le ménage et partagent les décisions concernant leurs enfants.

### Titre
Selon la critique littéraire Sarah Elbert, Louisa May Alcott a utilisé le titre « little women » en se référant à sa signification dickensienne ; elle représentait la période de la vie d'une jeune femme où l'enfance et la préadolescence « se chevauchent » avec la jeune féminité. Chacune des héroïnes March a vécu une expérience éprouvante qui les avertit, ainsi que le lecteur, que « l'innocence de l'enfance » appartient au passé et qu'il ne reste plus que « l'inévitable problème de la femme »[page à préciser]